# 161625 Susskind
161625 Susskind è un asteroide della fascia principale. Scoperto nel 2005, presenta un'orbita caratterizzata da un semiasse maggiore pari a 2,645590 UA e da un'eccentricità di 0,285525, inclinata di 12,414386° rispetto all'eclittica.
Fa parte della famiglia di asteroidi Iannini. Secondo Milani e Knežević l'asteroide appartiene alla famiglia di asteroidi Nele.

È dedicato a Leonard Susskind, fisico teorico americano, considerato uno dei padri della teoria delle stringhe.